# Parasemus suturellus
Parasemus suturellus là một loài bọ cánh cứng trong họ Phalacridae. Loài này được Blackburn miêu tả khoa học năm 1891.